# Litsea lecardii
Litsea lecardii är en lagerväxtart som beskrevs av André Guillaumin. Litsea lecardii ingår i släktet Litsea och familjen lagerväxter. Inga underarter finns listade i Catalogue of Life.